# Bromley
Bromley és un barri del districte londinenc homònim. Històricament pertanyia al comtat de Kent. El 2011 tenia 87.889 habitants.

## Personatges il·lustres
- H.G. Wells (1866 - 1946) escriptor